# 島根県道187号川本大家線
島根県道187号川本大家線（しまねけんどう187ごう かわもとおおえせん）は、島根県邑智郡川本町から大田市に至る一般県道である。

## 概要
邑智郡川本町大字谷戸（たんど）から大田市大代町大家に至る。

### 路線データ
- 起点：邑智郡川本町大字谷戸（島根県道40号川本波多線交点、島根県道291号別府川本線上）
- 終点：大田市大代町大家（島根県道46号大田桜江線上、島根県道177号大田井田江津線起点）

## 歴史
- 1958年（昭和33年）6月13日 - 島根県告示第525号により認定される。
- 1972年（昭和47年）頃 - 現行の県道番号に変更される。
- 1982年（昭和57年）9月10日 - 島根県告示第984号で邑智郡川本町大字北佐木以遠が島根県道46号大田桜江線に再編され、実質上邑智郡川本町内で完結する路線になる。

## 路線状況

### 重複区間
- 島根県道291号別府川本線（邑智郡川本町大字谷戸（たんど））
- 島根県道46号大田桜江線（邑智郡川本町大字北佐木 - 大田市大代町大家（終点））

## 地理

### 通過する自治体
- 邑智郡川本町
- 大田市

### 交差する道路
| 交差する道路                                                    | 市町村名 | 市町村名 | 交差する場所       | 交差する場所 |
| --------------------------------------------------------------- | -------- | -------- | ------------------ | ------------ |
| 島根県道40号川本波多線 島根県道291号別府川本線 重複区間起点     | 邑智郡   | 川本町   | 大字谷戸（たんど） | 起点         |
| 島根県道291号別府川本線 重複区間終点                            | 邑智郡   | 川本町   | 大字谷戸           |              |
| 島根県道46号大田桜江線 重複区間起点                             | 邑智郡   | 川本町   | 大字北佐木         |              |
| 島根県道46号大田桜江線 重複区間終点 島根県道177号大田井田江津線 | 大田市   | 大田市   | 大代町大家         | 終点         |

### 沿線
- 中国自然歩道
- ふれあい公園笹遊里
- 湯谷温泉
- 下谷温泉